# Charles Valentin Alkan

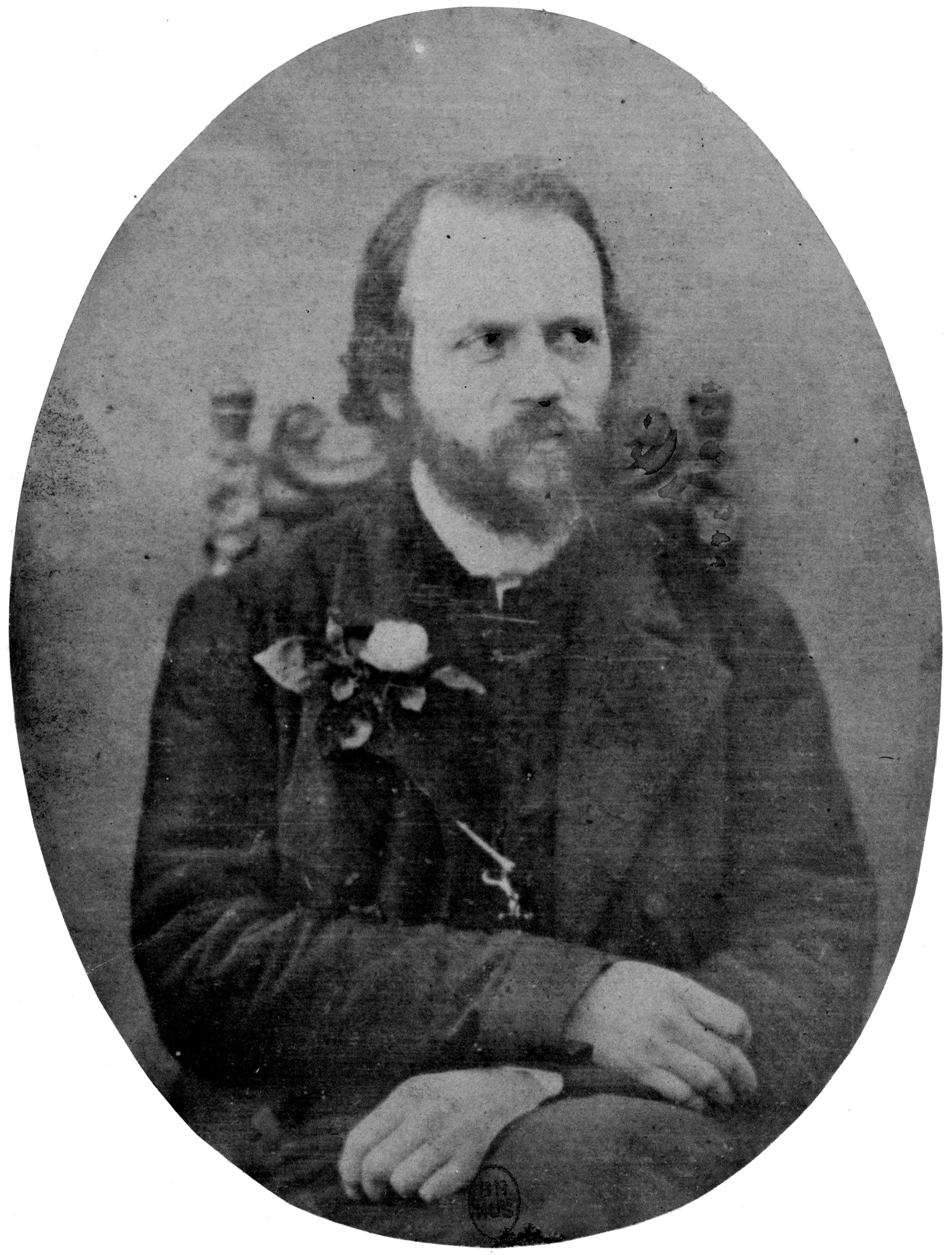
Alkan um 1865 (Fotografie unbekannten Ursprungs, Bibliothèque nationale de France, Paris)

Charles Valentin Alkan (* 30. November 1813 in Paris; † 29. März 1888 ebenda; auch Charles Valentin Alkan aîné, eigentlich Charles Valentin Morhange) war ein französischer Komponist und Klaviervirtuose.
Sein umfangreiches, auf das Klavier konzentriertes Werk wurzelt in der Zeit des romantisch verstandenen Virtuosentums Niccolò Paganinis, Frédéric Chopins und Franz Liszts, dessen Zentrum das Paris der 1830er Jahre war.

## Leben

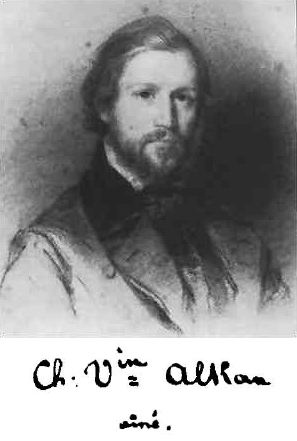
Alkan um 1835 (Pastellportrait von Édouard Dubufe) mit Alkans Unterschrift

Charles Valentin Morhange war der Sohn der Julie Abraham und des aus Lothringen stammenden jüdischen Schulmeisters und Musiklehrers Alkan Morhange, dessen Vornamen er und seine Geschwister als Nachnamen annahmen. Mehrere Brüder Charles Valentin Alkans sind ebenfalls als Musiker hervorgetreten, darunter der Pianist, Komponist und Professor am Pariser Konservatorium Napoléon Alkan (1826–1906). Ein nichtehelicher Sohn Alkans war Élie-Miriam Delaborde (1839–1913), ein herausragender Pianist seiner Zeit.
Bereits im Alter von sechs Jahren wurde Charles Valentin Alkan zum Studium von Klavier und Orgel am Pariser Konservatorium aufgenommen. Als begabtester Schüler seines wichtigsten Lehrers und Mentors Pierre Joseph Guillaume Zimmermann gab er sein Konzertdebüt als Pianist mit zwölf Jahren; in den Fächern Harmonielehre und Kontrapunkt wurde er von Victor Dourlen unterrichtet.

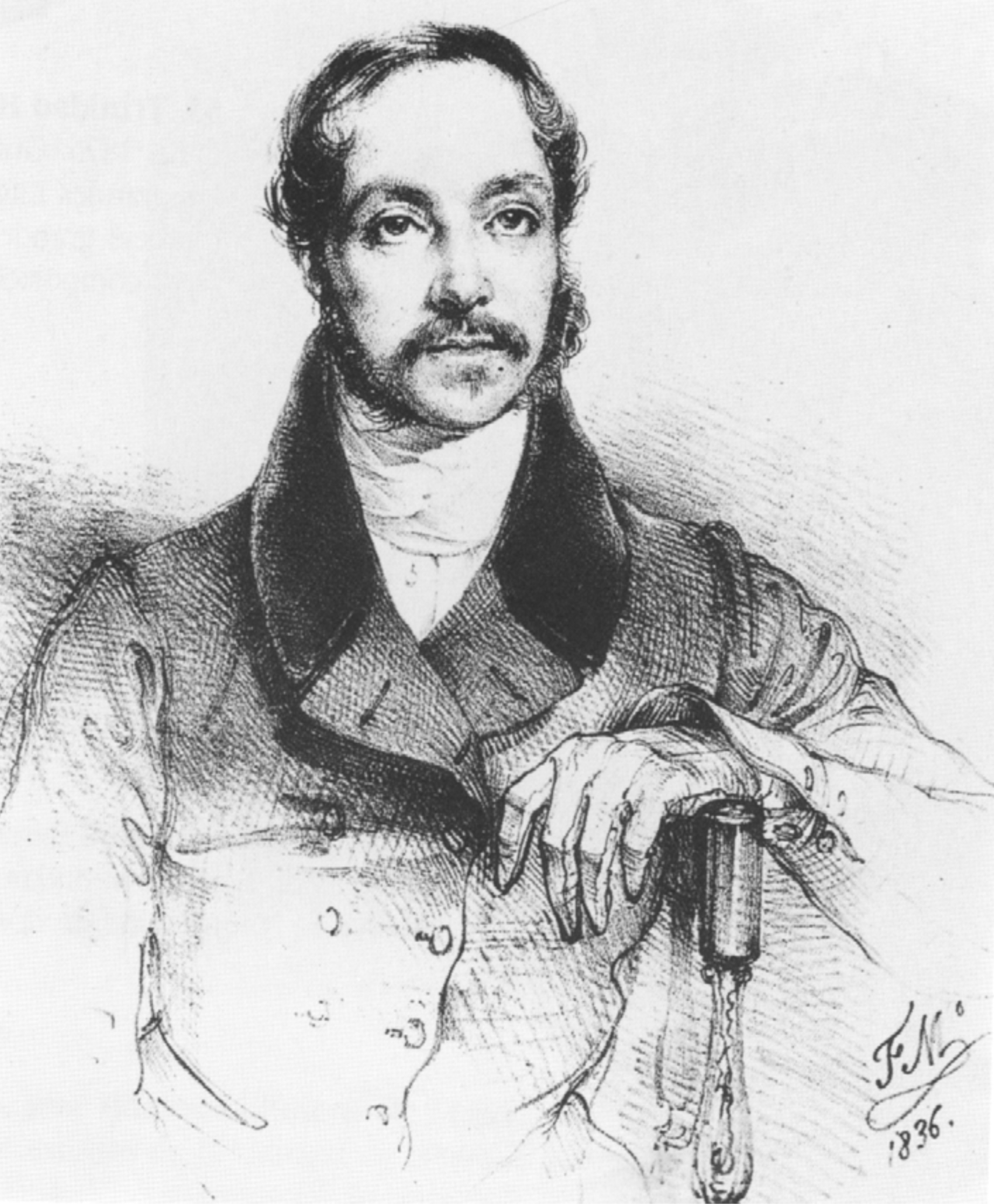
Santiago de Masarnau 1836, Freund und Adressat von 41 teils intimen Briefen von Alkan. (Portrait von Federico de Madrazo y Kuntz)

Schon 1829 hatte er die Stelle eines répétiteur de solfège am Conservatoire inne und lehrte dort von 1831 bis 1836 als professeur honoraire für solfège, erhielt allerdings zu seiner großen Enttäuschung die entsprechende, 1836 frei werdende Professur nicht. Bereits 1834 begann Alkans innige Freundschaft zu dem spanischen Musiker Santiago de Masarnau, die in einer sich über mehr als 40 Jahre erstreckenden und oft intimen Korrespondenz dokumentiert ist.

„Ich liebe dich, weniger für die unglaubliche Vielfalt deines Wissens als für dich selbst, für die Güte deiner Seele; was vielleicht die Frucht deines ungewöhnlichen Lernens ist. Ich liebe dich, aber mit einer Freundschaft, die kein Teilen zulässt - eine Freundschaft, die ständig der flüchtigen Liebe ähnelt, die eine leidenschaftliche Frau für einen Moment für dich haben kann.“

Ab 1837 lebte Alkan im Gebäudekomplex Square d’Orléans in Paris, der von zahlreichen prominenten Künstlerinnen und Künstlern der Zeit bewohnt wurde; unter anderen Marie Taglioni, Alexandre Dumas, George Sand und Chopin, dessen unmittelbarer Nachbar er ein paar Jahre war. Chopin und Alkan waren auch persönliche Freunde und diskutierten unter anderem musikalische Themen, wie eine musiktheoretische bzw. klavierdidaktische Arbeit, die Chopin schreiben wollte.
Als junger Virtuose gehörte Alkan neben den Rivalen Liszt und Sigismund Thalberg zu den führenden Pianisten, die die Möglichkeiten moderner Klaviere voll ausschöpften und durch spieltechnische Veränderungen neue Ausdrucksmöglichkeiten gewannen und sie künstlerisch umsetzten. Zwischen 1839 und 1843 zog er sich aus unbekannten Gründen völlig aus der Öffentlichkeit zurück. Eine 1844 angekündigte und in der Presse besprochene Symphonie für großes Orchester wurde weder aufgeführt noch veröffentlicht. Auch zwischen 1846 und 1848 trat Alkan kaum öffentlich auf und widmete seine Zeit hauptsächlich dem Komponieren und, wie auch später, dem Studium der Thora und des Talmuds. Eine Opéra comique wurde nicht veröffentlicht, dagegen erschienen viele seiner Klavierwerke im Druck.
Es galt als selbstverständlich, dass Alkan Zimmermann als Professeur de Piano in dessen Amt nachfolgen würde. Dass es möglicherweise wegen einer politischen Intrige dazu jedoch nicht kam (Nachfolger wurde der weniger begabte Antoine Marmontel), kann einer der Gründe gewesen sein, warum Alkan sich 1848 verbittert für mehrere Jahre aus der Öffentlichkeit zurückzog. Der Tod seines Freundes Frédéric Chopin 1849 verstärkte zudem seine Scheu vor der Öffentlichkeit.
Seit Mitte der 1840er Jahre hatte er die jüdische Gemeinde von Paris musikalisch beraten und übernahm 1851 vorübergehend die Organistenstelle am jüdischen Tempel von Paris. Zur religiösen jüdischen Musik trug er wenig bei, obwohl er seinem Freund Ferdinand Hiller den Wunsch nach einer Vertonung der gesamten Thora in einem „zweiten Leben“ offenbarte. Stärkere Anregungen gaben ihm die Orgelwerke Johann Sebastian Bachs und Felix Mendelssohn Bartholdys. Allerdings komponierte er kaum ausschließlich für die Orgel, sondern hauptsächlich für den Pedalflügel, wie die Spielanweisungen in diesen Werken zeigen.
Erst in späteren Jahren wandte er sich wieder kleineren Zirkeln des Publikums zu. Zwischen 1873 und 1880 strebte er Zyklen von jeweils Six petits Concerts de musique classique an. 1873–1875 kam es zu jeweils sechs Konzerten. 1876 und 1879 entfielen sie, 1878 sind vier und 1880 drei Konzerte nachgewiesen. In den Programmen spielte Alkan meist alleine in bunter Mischung Werke des deutschen, italienischen und französischen Barocks, der Zeit der Wiener Klassik (darunter späte Beethoven-Sonaten) und der Romantik bis zu seinen etwa gleichaltrigen Zeitgenossen wie Chopin und F. Mendelssohn Bartholdy sowie ab und zu auch eigene Werke. Danach zog sich Alkan nahezu gänzlich zurück. Sogar den langjährigen Briefwechsel mit Ferdinand Hiller führte er nach 1882 nicht weiter.
Alkan starb 1888 in fast völliger Vergessenheit und fand seine letzte Ruhestätte auf dem Cimetière de Montmartre (Division 3). Über die Umstände seines Todes sind nur Gerüchte bekannt; so hält sich etwa in der musikalischen Legendenbildung, er sei von einem umstürzenden Bücherregal erschlagen worden. Ein Nachruf in der Zeitschrift Le Ménestrel stellte makaber fest, durch die Todesnachricht wisse man überhaupt erst, dass es ihn noch gegeben habe.

## Werke
Alkans Werke, überwiegend Klavierkompositionen, sind zu seinen Lebzeiten recht unbekannt geblieben. Robert Schumanns ablehnende Rezension von 1837 über die Trois morceaux, op. 15 verhinderte eine vorurteilslose Rezeption im deutschen Sprachraum, obwohl Schumann Alkan wenig später anerkennend einen „Ultra der französischen Romantiker“ genannt hatte. Erst seit einigen Jahren erleben Alkans Werke eine Renaissance.
Seinen berühmteren Zeitgenossen Frédéric Chopin und Franz Liszt steht Alkan in der kompositorischen Meisterschaft und Ausprägung einer individuellen Klaviersprache nicht nach. Manche spieltechnischen und kompositorischen Ideen Liszts wurden von Alkan vorweggenommen. Viele seiner Werke sind von enormer Schwierigkeit und nur dem Virtuosen vorbehalten.
Mit seinem ersten großen Werk, den Trois Grandes Études, op. 76 (1838), überschritt Alkan den Grat vom technischen Bravourstück zur Etüde als Kunstform. Die erste Etüde ist für die linke Hand allein geschrieben, die zweite für die rechte Hand allein, die dritte für beide Hände „wiedervereinigt“. Letztere ist ein deutlicher Vorgriff auf den Unisono-Finalsatz aus Chopins b-Moll-Sonate.
Eine weitere Innovation stellt die programmatische Grande Sonate ('Quatres-ages'), op. 33 (1844) dar, mit welcher sich Alkans reifer Stil manifestiert. Jeder der vier Sätze steht für ein Lebensalter. Der zweite Satz thematisiert die dritte Lebensdekade eines Menschen in Form einer Faust-Szene. Noch vor Liszts Sonate h-Moll (1853) findet sich hier bereits die thematische Realisierung der Charaktere mittels einer Idée fixe, was auch einer Erschließung symphonischer Gedanken für das Klavier gleichkommt. Beides wird später aber eher mit Liszt statt mit Alkan in Verbindung gebracht.
Die metaphysische Dimension des damals nicht abschätzig verstandenen Virtuosentums eröffnet sich keineswegs nur in Liszts Études d’exécution transcendante, sondern wohl kaum deutlicher und exemplarischer als in Alkans Douze Etudes dans les tons mineurs, op. 39 (12 Etüden in allen Molltonarten) von 1857. Dieser Zyklus ist ein einzigartiger Metazyklus von zwölf Konzertetüden, der teilweise eine Innengruppierung aufweist. Drei der Etüden sind zu einem Concert pour piano zusammengefasst, dessen erster Satz allein eine Spieldauer von 30 Minuten hat, vier weitere zur Symphonie pour piano. Die letzte Etüde (Le Festin d’Aesope, auch Le Festin d’Ésope) ist ein eigenständiger Variationszyklus, dessen einzelne Variationen – bis auf die letzte – eng am achttaktigen Thema bleiben und ähnlich systematisch wie die Paganini-Variationen von Franz Liszt (Grandes Etudes de Paganini Nr. 6, 1839/1851) und Johannes Brahms (op. 35, 1866) typische pianistische Probleme behandeln.
Sein Werk umfasst aber auch kleinere Stücke. 49 davon sind im 1861 veröffentlichten Zyklus Esquisses op. 63 zusammengefasst. Jede der 24 Dur- und Molltonarten ist mit zwei Stücken vertreten. Die Esquisses erinnern damit und auch mit ihrer mitunter lapidaren Kürze sowie mit ihrem Wechsel von naiv wirkender Einfachheit und raffinierter Virtuosität ein wenig an Chopins 24 Préludes op. 28 und gehen mit harmonischen Wagnissen über das damals Übliche hinaus.
Nicht unerwähnt bleiben dürfen die Kammermusikwerke (ein Klaviertrio, die Sonate de concert für Klavier und Violoncello sowie das Grand Duo concertant für Klavier und Violine) und die beiden erhalten gebliebenen, merkwürdig konzisen Concerti da Camera von nur wenigen Minuten Dauer.
Die enormen technischen Schwierigkeiten und der zum Teil gewaltige Umfang seiner Werke haben von Beginn an deren Verbreitung verhindert. Dennoch gibt es eine Linie pianistischer Tradition, die seine Werke nie ganz hat vergessen lassen: Nach Anton Rubinstein und Ferruccio Busoni sowie dessen Schüler Egon Petri und John Ogdon haben sich in den letzten Jahrzehnten besonders Ronald Smith und Raymond Lewenthal seiner Werke angenommen. Heute sind Marc-André Hamelin, Vincenzo Maltempo, Jack Gibbons und Stéphanie Elbaz die bekanntesten Alkan-Interpreten unter den großen Pianisten. Durch Hamelins Engagement in Kooperation mit den Alkan-Gesellschaften in England und Frankreich nimmt wieder eine wachsende Anzahl von Pianisten Alkan in ihr Repertoire auf.

### Werke für Klavier solo
- 1826, Variations sur un thème de Steibelt
- 1829, Les omnibus, variations
- 1830 Les mois
- 1830, Il était un p'tit homme, rondoletto
- 1833, Rondeau chromatique
- 1834, Variations sur La tremenda ultrice spada (Bellini)
- 1834, Variations sur Ah segnata è mia morte (Donizetti)
- 1834, Variations quasi fantasie sur une barcarolle napolitaine
- 1837, Trois études de bravoure (scherzi)
- 1837, Souvenirs: Trois morceaux dans le genre pathétique, op. 15
  - Aime-moi
  - Le vent
  - Morte
- 1837, Trois Andantes romantiques
- 1837, Trois improvisations (dans le style brillant)
- 1838, Six morceaux caractéristiques
- 1838–1840, Trois grandes études, op. 76
  - Fantaisie (für die linke Hand), As-Dur
  - Introduction, variations et finale (für die rechte Hand), D-Dur
  - Mouvément semblable et perpetuel (für beide Hände vereinigt), c-Moll
- 1844, Nocturne
- 1844, Salterelle
- 1844, Gigue et air de ballet dans le style ancien
- 1844, Alleluia, op. 25
- 1844–1846, Marche funèbre
- 1844, Marche triomphale
- 1844, Le chemin de fer, étude
- 1844, Les preux, étude de concert, op. 17
- 1846, 25 Préludes, piano ou orgue, op. 31
- 1846, Bourrée d'Auvergne, étude
- 1847, Douze Études dans tous les tons majeurs, op. 35
- 1847, Grande sonate ('Les quatre Âges de la vie'), op. 33
- 1847, Scherzo focoso
- 1849, Deuxième recueil d'impromptus
- 1856, Salut, cendre du pauvre !, op. 45
- 1857, Trois Marches quasi cavalleria
- 1857, Trois petites fantaisies, op. 41
- 1857, Réconciliation, petit caprice
- 1857, Douze Études dans tous les tons mineurs, op. 39
  - Comme le vent
  - En rythme molossique
  - Scherzo diabolico
  - Symphonie pour piano seul (Nr. 4–7)
  - Concerto pour piano seul (Nr. 8–10)
  - Overture
  - Le festin d'Ésope
- 1857, Trois Marches pour piano en duo
- 1857, Deuxième recueil de chants
- 1859, Capriccio alla soltadesca
- 1859, Le tambour bat aux champs, esquisse
- 1859, Super flumina Babylonis (Paraphrase du psaume 137), op. 52
- 1859, Quasi-caccia, caprice
- 1859, Bénédictus - pour pédalier ou piano trois mains
- 1859, Une fusée, introduction et impromptu
- 1859, Deuxième nocturne
- 1859, Troisième nocturne
- 1860, Le grillon, quatrième nocturne
- 1860, Ma chère liberté et ma chère servitude: Deux petites pièces
- 1861, Esquisses (motifs), op. 63
- 1861, Sonatine, op. 61
- 1862 (ca), Deux petites pièces, op. 60
  - I. Ma chère liberté
  - II. Ma chère servitude
- 1867, 11 pièces dans le style religieux et une transcription du Messie d'Händel, orgue, harmonium, piano
- 1869, Finale (saltarelle du concerto pour violoncelle arrangée pour piano)
- 1869, Impromptu sur le choral de Luther « Un fort rampart est notre Dieu » (für Pedalflügel!)
- 1869, 3 prières pour orgue, pédalier, piano trois mains
- 1869, Zorcico: Danse Ibérienne à cinq temps
- 1869, Troisième recueil de chants
- 1872, Toccatina, op. 75
- 1872, Quatrième recueil de chants
- 1879, Cinquième recueil de chant
- 1883, Rondo d'après Rossini (Le Barbier de Séville)

### Kammermusikalische Werke
- 1833, Rondo brillant pour piano et quatuor de cordes
- vor 1840, Trio pour piano, violon et basse, g-Moll, op. 30
- 1840, Grand duo concertant pour piano et violon, fis-Moll, op. 21
- 1856, Sonate de concert pour piano et violoncelle, E-Dur, op. 47

### Werke für Klavier und Orchester
- 1832, Concerto de chambre no 1, a-Moll, op. 10, 1
- 1832, Concerto de chambre no 2, cis-Moll, op. 10, 2

### Bearbeitungen
- 1859, L. v. Beethoven, 3. Klavierkonzert c-Moll, 1. Satz: Bearbeitung für Klavier solo mit neuer Kadenz